# 781 (szám)
A 781 (római számmal: DCCLXXXI) egy természetes szám, félprím, a 11 és a 71 szorzata.

## A szám a matematikában
A tízes számrendszerbeli 781-es a kettes számrendszerben 1100001101, a nyolcas számrendszerben 1415, a tizenhatos számrendszerben 30D alakban írható fel.
A 781 páratlan szám, összetett szám, azon belül félprím, kanonikus alakban a 111 · 711 szorzattal, normálalakban a 7,81 · 102 szorzattal írható fel. Négy osztója van a természetes számok halmazán, ezek növekvő sorrendben: 1, 11, 71 és 781.
A 781 az első szám, ami minden nála kisebb számnál több, 46 különböző szám valódiosztó-összegeként áll elő, ezért erősen érinthető szám. (A238895 sorozat az OEIS-ben)
Középpontos tízszögszám. Tizenhatszögszám.
A 781 négyzete 609 961, köbe 476 379 541, négyzetgyöke 27,94638, köbgyöke 9,20910, reciproka 0,0012804. A 781 egység sugarú kör kerülete 4907,16772 egység, területe 1 916 248,997 területegység; a 781 egység sugarú gömb térfogata 1 995 453 955,1 térfogategység.